# Lijst van rijksmonumenten in Hardenberg (plaats)
De plaats Hardenberg telt 12 inschrijvingen in het rijksmonumentenregister, waarvan 4 in het geannexeerde dorp Heemse. Hieronder een overzicht:

## Hardenberg
| Object                  | Oorspronkelijke functie?    | Bouwjaar                                   | Architect | Locatie           | Coördinaten?                  | Nr.?   | Afbeelding        |
| ----------------------- | --------------------------- | ------------------------------------------ | --------- | ----------------- | ----------------------------- | ------ | ----------------- |
| Stadspomp               | Klooster, kloosteronderdeel |                                            |           | Wilhelminaplein   | 52° 34' 25" NB, 6° 37' 12" OL | 20010  | Stadspomp         |
| Stadsmuur               | Omwalling                   | 14e eeuw                                   |           | Wilhelminaplein   | 52° 34' 30" NB, 6° 36' 58" OL | 20011  | Meer afbeeldingen |
| Stadhuis van Hardenberg | Bestuursgebouw en onderdeel | 1805                                       |           | Voorstraat 34     | 52° 34' 31" NB, 6° 37' 2" OL  | 20012  | Meer afbeeldingen |
| Stephanuskerk           | Kerk en kerkonderdeel       | 1847, Baarslag uit Dalfsen                 |           | Voorstraat 36     | 52° 34' 31" NB, 6° 36' 60" OL | 20013  | Meer afbeeldingen |
| Toren Stephanuskerk     | Kerk en kerkonderdeel       | 1847, Baarslag uit Dalfsen                 |           | Voorstraat bij 36 | 52° 34' 31" NB, 6° 36' 60" OL | 20014  | Meer afbeeldingen |
| Kerkorgel Höftekerk     | Vanwege onderdelen kerk     | 1826, Van Gelder uit Amsterdam             |           | Lage Doelen 3     | 52° 34' 30" NB, 6° 37' 4" OL  | 454878 | Meer afbeeldingen |
| Jodenbergje             | Begraafplaats en -onderdeel | ±1760 in gebruik genomen als begraafplaats |           | 't Holt           | 52° 34' 58" NB, 6° 37' 46" OL | 513679 | Meer afbeeldingen |

## Heemse
Onderstaande tabel geeft een overzicht van de rijksmonumenten in de plaats en nabijgelegen gehuchten. De objecten worden getoond zoals deze zijn geregistreerd in het Rijksmonumentenregister, inclusief onderdelen van een monument met een eigen rijksmonumentnummer.
| Object                              | Oorspronkelijke functie?  | Bouwjaar           | Architect | Locatie              | Coördinaten?                  | Nr.?  | Afbeelding        |
| ----------------------------------- | ------------------------- | ------------------ | --------- | -------------------- | ----------------------------- | ----- | ----------------- |
| De Oele Mölle                       | Industrie- en poldermolen | ca. 1870 (bovenas) |           | Molenplein 5         | 52° 34' 26" NB, 6° 36' 40" OL | 20015 | Meer afbeeldingen |
| Oude Kosterij                       | Woonhuis                  | 1806               |           | Scholtensdijk 22     | 52° 34' 11" NB, 6° 36' 5" OL  | 20016 | Meer afbeeldingen |
| Sint-Lambertuskerk                  | Kerk en kerkonderdeel     | 13e eeuw           |           | Scholtensdijk 24     | 52° 34' 10" NB, 6° 36' 5" OL  | 20017 | Meer afbeeldingen |
| Kerktoren Nederlands Hervormde Kerk | Kerk en kerkonderdeel     | 13e eeuw           |           | Scholtensdijk bij 24 | 52° 34' 10" NB, 6° 36' 5" OL  | 20018 | Meer afbeeldingen |